# Plebicula microrientalis
Plebicula microrientalis är en fjärilsart som beskrevs av Ruggero Verity 1935. Plebicula microrientalis ingår i släktet Plebicula och familjen juvelvingar. Inga underarter finns listade i Catalogue of Life.